# Géographie de Guam

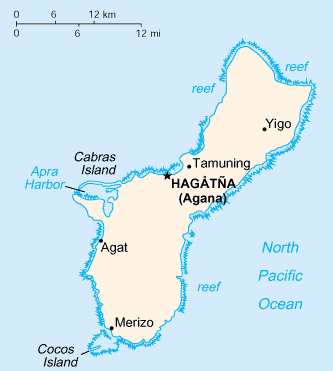
Carte générale de Guam.

L'île de Guam est un territoire américain du Pacifique. Guam appartient à la région géographique de Micronésie et à l'archipel des Mariannes mais en est politiquement séparée depuis la colonisation espagnole (XVIIe siècle) puis américaine (XIXe siècle).

## Superficie

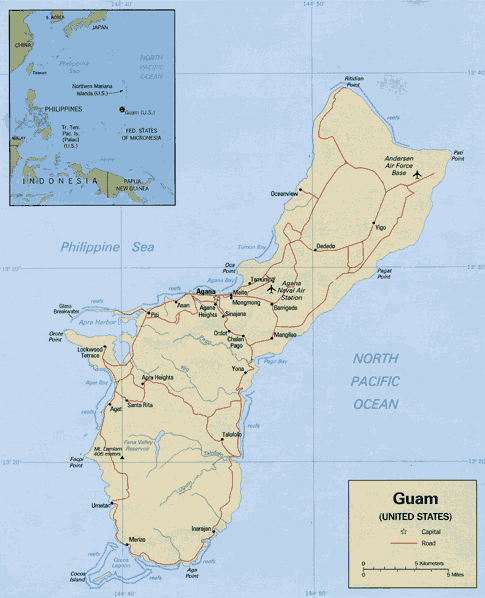
Carte détailée.

L'île couvre 541,3 km2. Elle mesure 15 km sur 51 de long.

## Frontières
Les seuls frontières de Guam sont des frontières maritimes pour une longueur de 125,5 km: 
- au nord avec le Îles Mariannes du Nord, également un territoire non incorporé des États-Unis ;
- au sud avec les États fédérés de Micronésie.

Les eaux territoriales couvrent une superficie de 22,224 km2 et la zone économique exclusive (ZEE) un total de 370,4 km2.

## Géologie

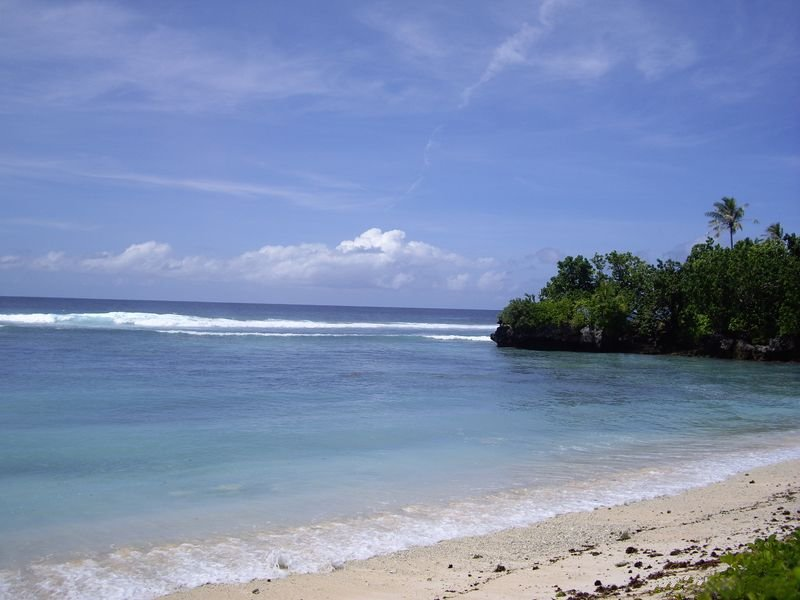
Plage de Guam.

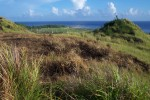
Prairie à Guam.

L'île est d'origine volcanique, appartenant donc à la catégorie des îles hautes d'Océanie. L'île est entourée de récifs coralliens assurant aussi pour les terres un plateau calcaire. L'eau de pluie s’infiltre et offre donc depuis le peuplement de Guam des sources d'eau douce pour les Hommes. On observe une répartition montagneuse variée dans l'île : des falaises littorales abruptes, au pied desquelles se trouvent de plaines côtières étroites au Nord ; au centre des collines moyennes et au Sud des montagnes.

### Points culminants
Les trois points culminants de l'île sont :
- le mont Lamlam, 406 m ;
- le mont Jumullong Manglo, 391 m ;
- le mont Bolanos, 368 m.

## Climat
Climat tropical marqué avec chaleur et humidité adoucies par un vent du nord-est. L'année se divise en deux saisons : l'une sèche, l'autre pluvieuse. La saison sèche s'étend de janvier à juin et la saison des pluies de juillet à décembre. La variation des températures est légère entre les deux saisons.
L'île est soumise aux typhons.
| Mois                                  | jan.    | fév.    | mars    | avril   | mai     | juin    | jui.    | août    | sep.    | oct.    | nov.    | déc.    | année   |
| ------------------------------------- | ------- | ------- | ------- | ------- | ------- | ------- | ------- | ------- | ------- | ------- | ------- | ------- | ------- |
| Température minimale moyenne (°C)     | 23,9    | 23,7    | 24,1    | 24,8    | 25,3    | 25,4    | 24,9    | 24,5    | 24,4    | 24,6    | 25      | 24,7    | 24,6    |
| Température moyenne (°C)              | 26,8    | 26,7    | 27,2    | 27,9    | 28,3    | 28,4    | 27,9    | 27,5    | 27,5    | 27,6    | 27,9    | 27,6    | 27,6    |
| Température maximale moyenne (°C)     | 29,8    | 29,8    | 30,4    | 31,1    | 31,4    | 31,4    | 30,9    | 30,6    | 30,6    | 30,7    | 30,8    | 30,3    | 30,7    |
| Record de froid (°C) date du record   | 19 2000 | 18 1973 | 19 1965 | 20 1965 | 21 1993 | 21 1966 | 21 1949 | 21 1989 | 21 1995 | 19 1966 | 20 1967 | 20 1962 | 18 1973 |
| Record de chaleur (°C) date du record | 34 1989 | 34 1946 | 34 1964 | 36 1990 | 34 1971 | 35 1969 | 35 1969 | 34 1964 | 34 2016 | 34 2018 | 33 2018 | 33 2018 | 36 1990 |
| Ensoleillement (h)                    | 176,7   | 186     | 217     | 213     | 220,1   | 195     | 155     | 142,6   | 132     | 133,3   | 135     | 142,6   | 2 048,3 |
| Précipitations (mm)                   | 135,6   | 105,4   | 70,4    | 88,9    | 113     | 165,4   | 311,2   | 448,6   | 385,3   | 323,3   | 210,6   | 134,6   | 2 492,3 |
| Nombre de jours avec précipitations   | 19,6    | 17,2    | 17,7    | 18,7    | 19,2    | 22,9    | 25,7    | 25,8    | 25      | 25      | 23,4    | 22,2    | 262,4   |

| Diagramme climatique                                  |               |              |              |             |               |               |               |               |               |             |               |
| J                                                     | F             | M            | A            | M           | J             | J             | A             | S             | O             | N           | D             |
| 29,823,9135,6                                         | 29,823,7105,4 | 30,424,170,4 | 31,124,888,9 | 31,425,3113 | 31,425,4165,4 | 30,924,9311,2 | 30,624,5448,6 | 30,624,4385,3 | 30,724,6323,3 | 30,825210,6 | 30,324,7134,6 |
| Moyennes : • Temp. maxi et mini °C • Précipitation mm |               |              |              |             |               |               |               |               |               |             |               |

## Ressources naturelles et occupation des sols

### Ressources naturelles
L'océan Pacifique fournit différentes espèces pour la pêche commerciale : marlin bleu, thazard noir, le mahi-mahi ou encore le thon jaune. L'île compte aussi des gisements de bauxite.

### Occupation des sols
- Terres arables : 11 %
- Plantations: 11 %
- Pâturages: 15 %
- Terres boisées : 18 %
- Autres : 45 % (1993 est.)

## Rivières et fleuves
- Laelae

Umata et Merizo (Jules Dumont d'Urville)
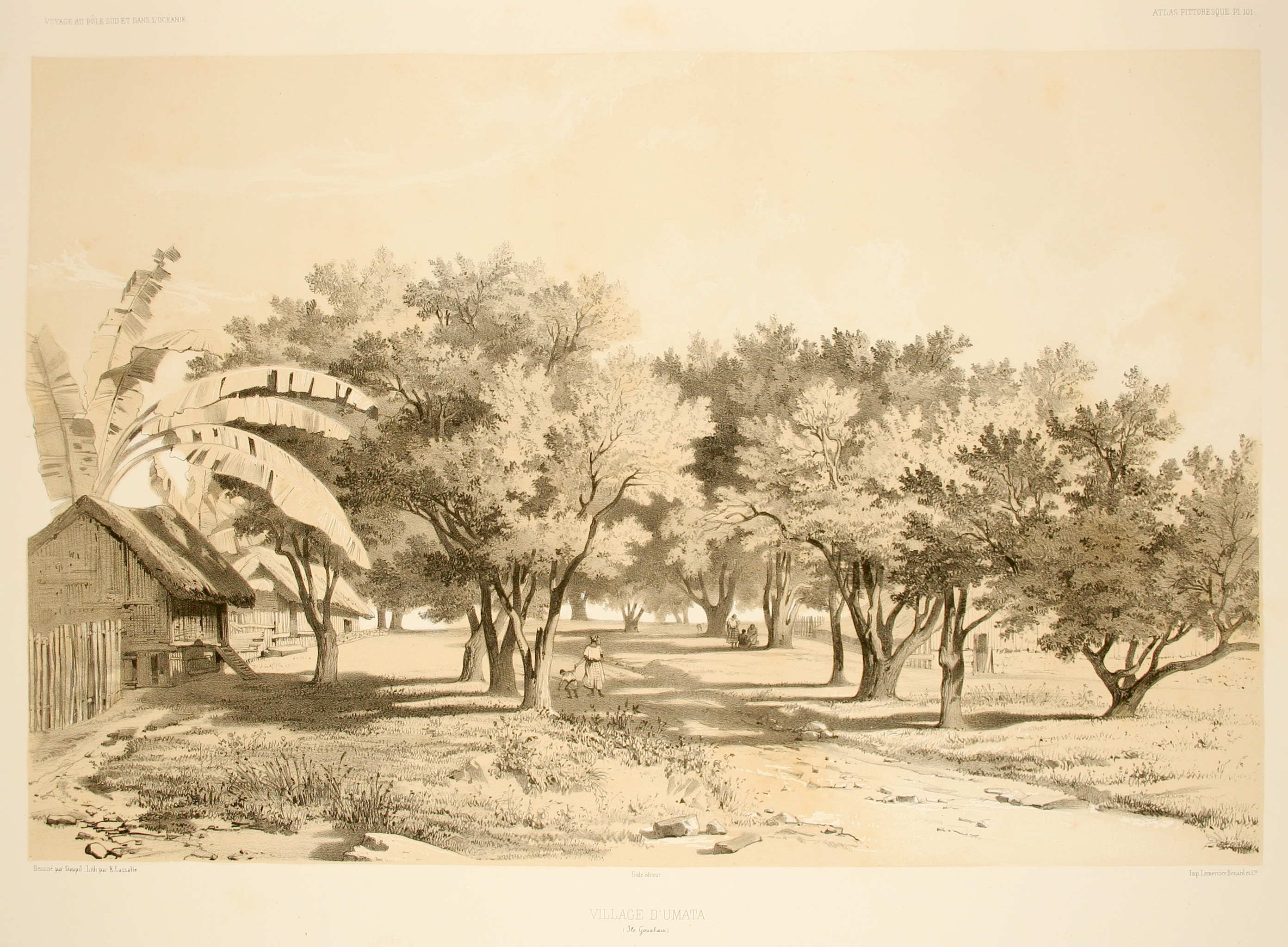
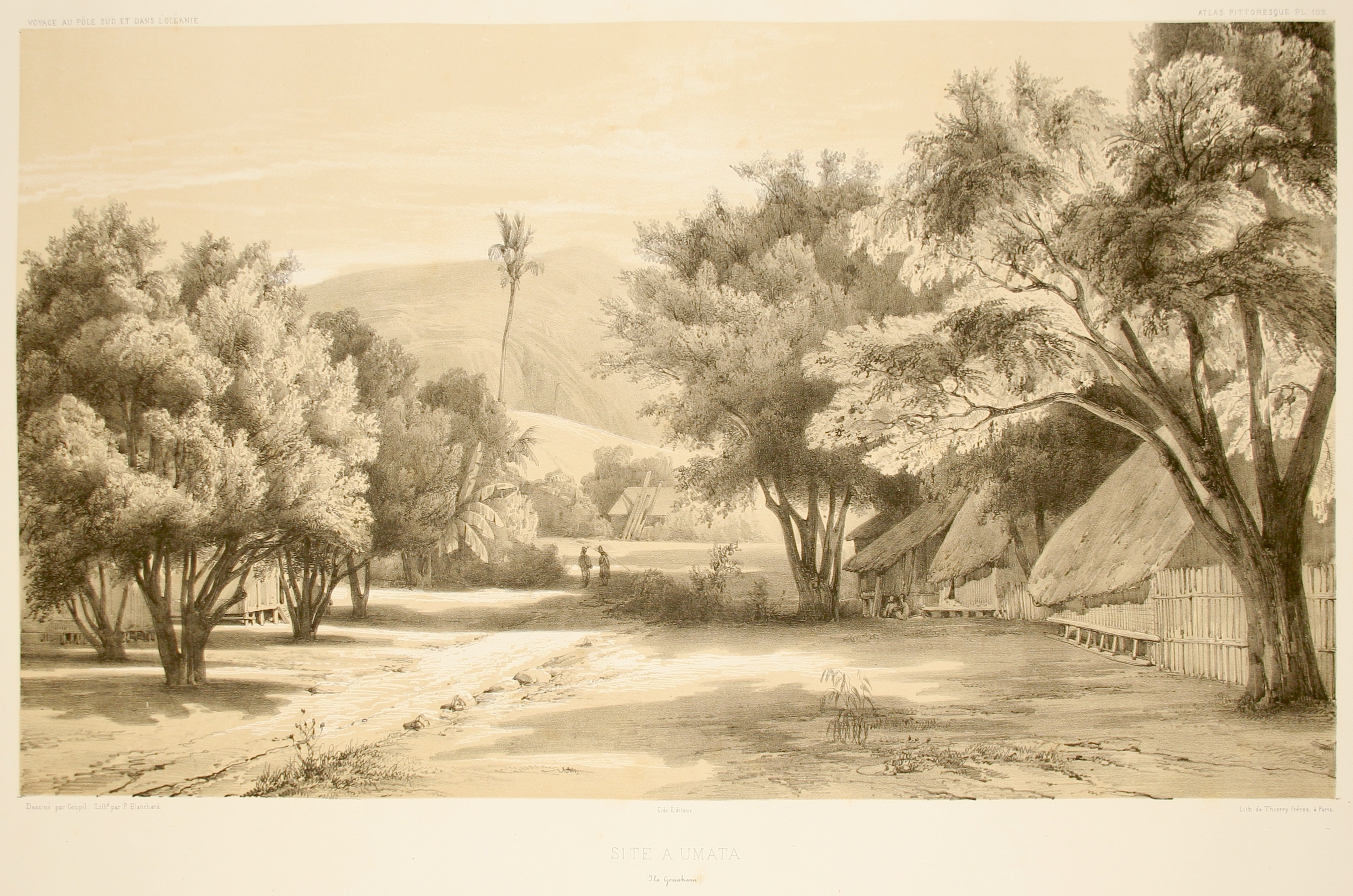
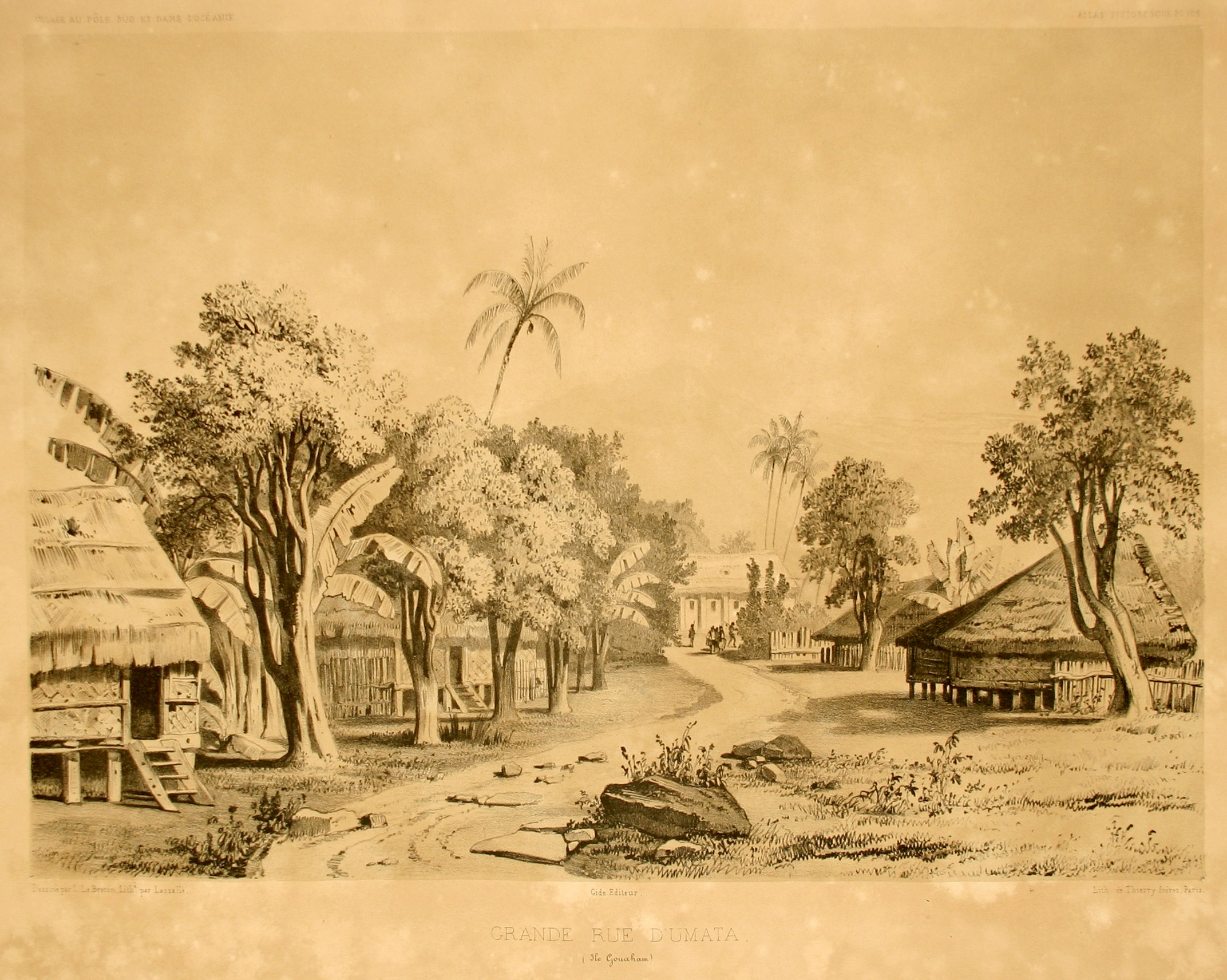
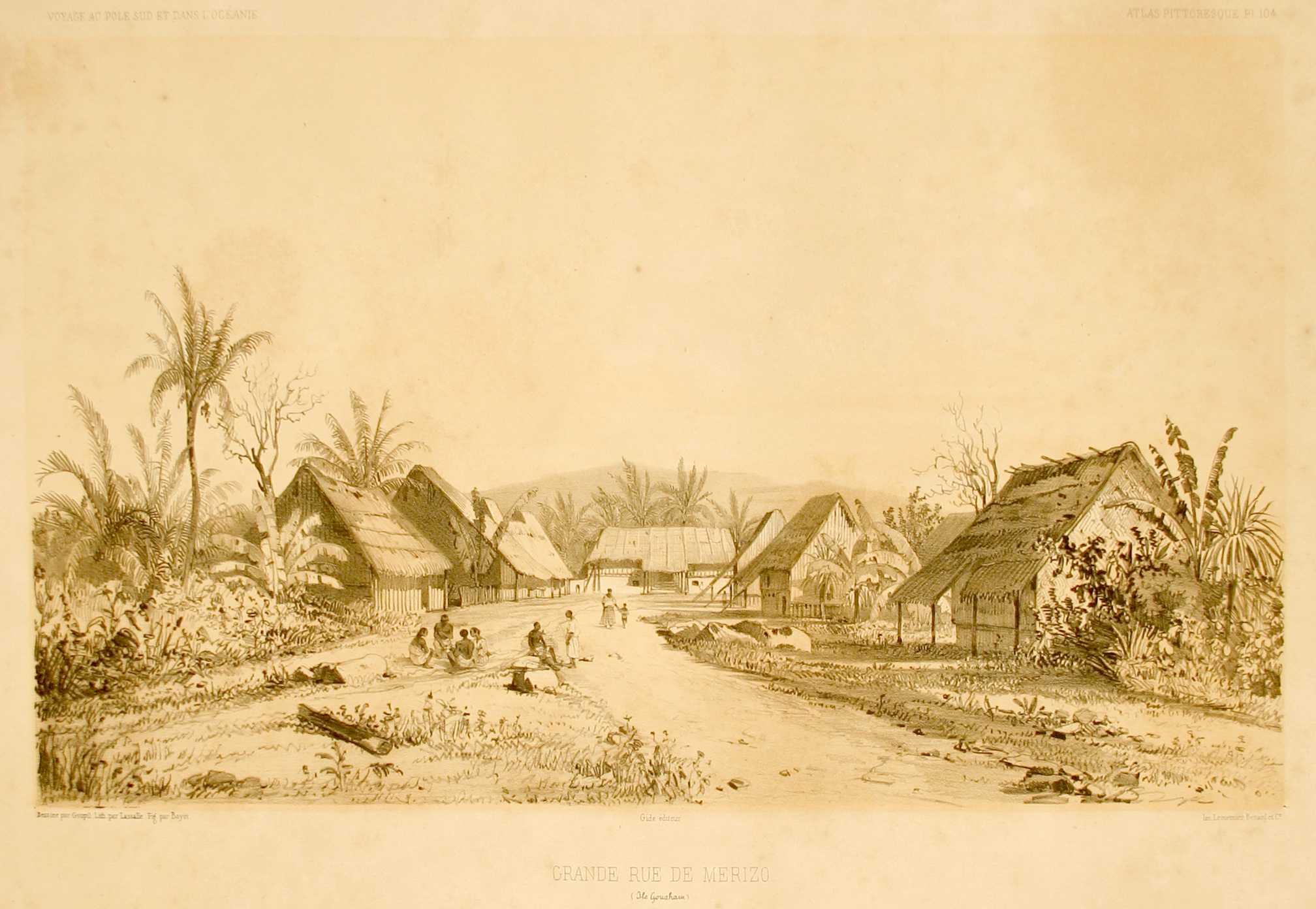